# Denkmal für die Wiesn-Attentat-Opfer

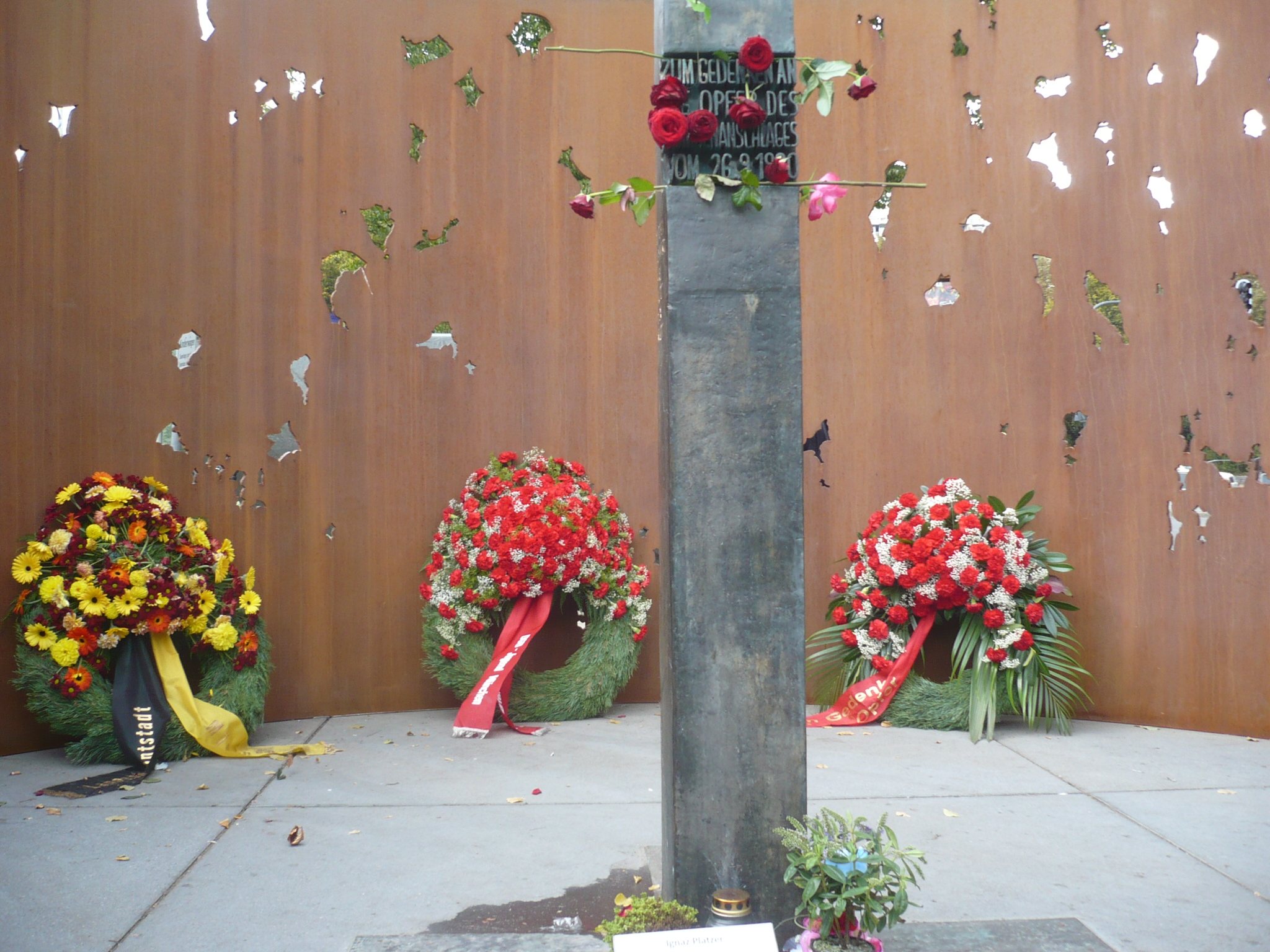
Denkmal am Haupteingang des Münchner Oktoberfests

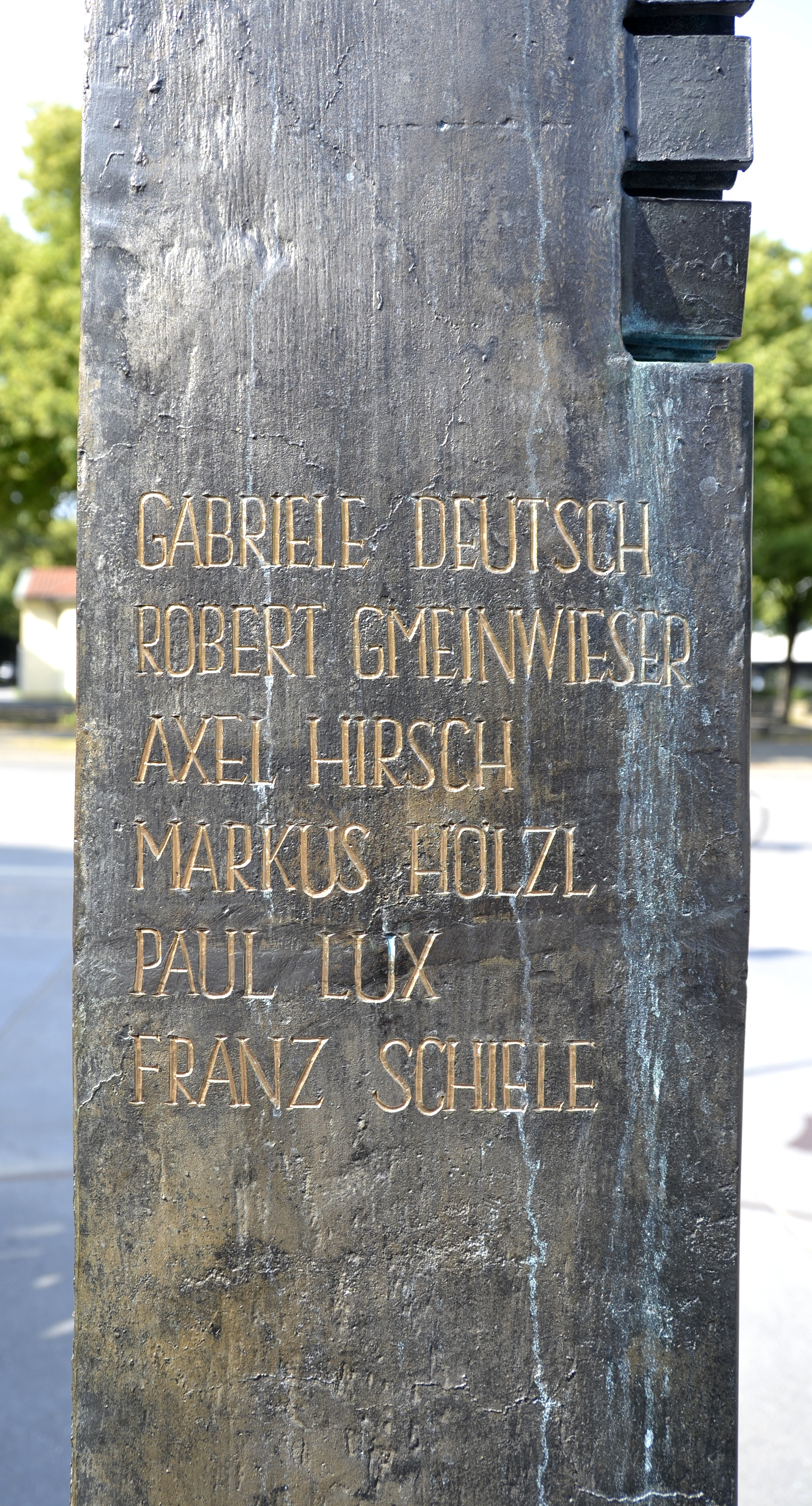
Zwölf Todesopfer des Attentats …

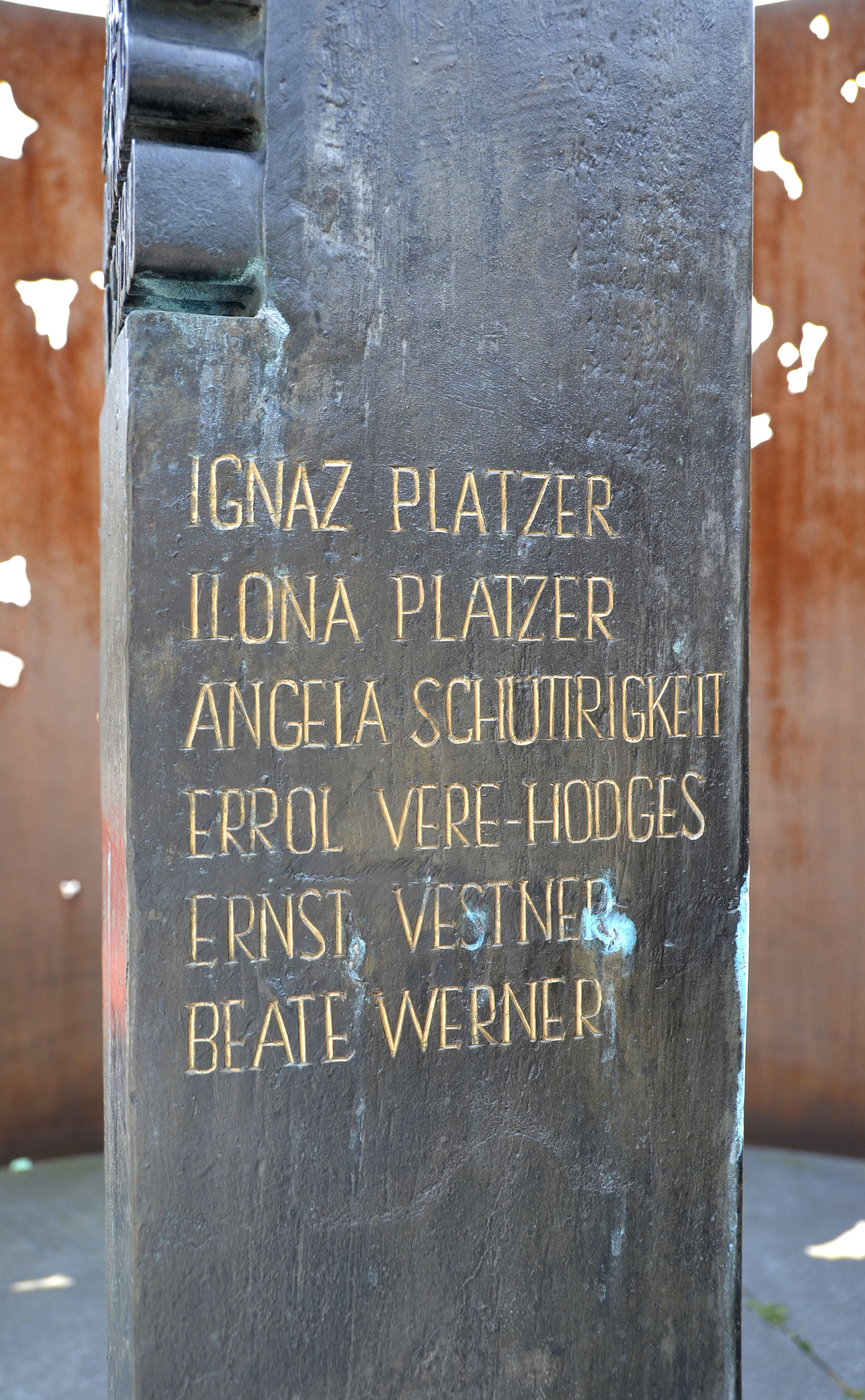
… sind auf dem Denkmal angegeben

Das Denkmal für die Wiesn-Attentat-Opfer ist eine Gedenkstätte in München für die getöteten Opfer des Oktoberfestattentats vom 26. September 1980. Es wurde von dem bayerischen Bildhauer Friedrich Koller (* 1931) geschaffen und zum Jahrestag des Attentats, am 18. September 1981, der Öffentlichkeit übergeben. Standort ist der Ort der Explosion am nördlichen Rand der Theresienwiese beim Haupteingang des Oktoberfestes.
Koller schuf ursprünglich eine bronzene Stele mit der Inschrift: „Zum Gedenken an die Opfer des Bombenanschlags vom 26.9.1980“. Auf Bitten der Hinterbliebenen wurden 1987 die Namen der getöteten Opfer eingraviert.
2008 wurde die Anlage umgestaltet. Eine hinter der Stele errichtete Natursteinwand sowie ein Blumenbeet wurden durch eine 2,70 Meter hohe, halbrunde Stahlwand ersetzt. Mit ihren Durchbohrungen versinnbildlicht sie die durch das Attentat verursachten Verletzungen. Die Stele selbst wurde im Zentrum eines in den Bodenbelag eingeschriebenen Kreises mit einem Durchmesser von 6,10 Metern platziert.

## Genannte Todesopfer des Attentats
- Gabriele Deutsch (* 1962)
- Robert Gmeinwieser (* 1963)
- Axel Hirsch (* 1957)
- Markus Hölzl (* 1936)
- Paul Lux (* 1928)
- Franz Schiele (* 1947)
- Ignaz Platzer (* 1974)
- Ilona Platzer (* 1972)
- Angela Schüttrigkeit (* 1941)
- Errol Vere-Hodges (* 1955)
- Ernst Vestner (* 1950)
- Beate Werner (* 1969)

Auf dem Denkmal für die Wiesn-Attentat-Opfer werden zwölf Todesopfer in obiger Reihenfolge angegeben. Der Attentäter Gundolf Köhler starb bei der Bombenexplosion ebenfalls, sein Name findet sich aber nicht auf der Stele. Die Behörden bezeichneten ihn als alleinverantwortlich bzw. Einzeltäter, diese Sichtweise ist jedoch umstritten.

## Kritik
Robert Höckmayr, Überlebender und Hinterbliebene des Bombenattentats, äußerte seine Kritik zum direkt am Haupteingang zur Theresienwiese platzierten Denkmal:

„Ich kenne kein anderes Denkmal, an das regelmäßig uriniert und gekotzt wird.“